# Накатоса
Накатоса (яп. 中土佐町 Накатоса-тё:) — посёлок в Японии, находящийся в уезде Такаока префектуры Коти. Площадь посёлка составляет 193,40 км², население — 7054 человека (1 августа 2014), плотность населения — 36,47 чел./км².

## Географическое положение
Посёлок расположен на острове Сикоку в префектуре Коти региона Сикоку. С ним граничат город Сусаки и посёлки Цуно, Симанто.

## Население
Население посёлка составляет 7054 человека (1 августа 2014), а плотность — 36,47 чел./км². Изменение численности населения с 1980 по 2005 годы:
| 1980 | 10 753 чел. |  |
| 1985 | 10 374 чел. |  |
| 1990 | 9852 чел.   |  |
| 1995 | 9321 чел.   |  |
| 2000 | 8722 чел.   |  |
| 2005 | 8320 чел.   |  |

## Символика
Деревом посёлка считается Michelia compressa, цветком — Chrysanthemum japonense, птицей — синий каменный дрозд.